# Hans Nieukerke
Johannes Rudolf (Hans) Nieukerke (Maarssen, 22 juni 1942) is een Nederlands bestuurder.
Nieukerke was tot 1 juli 2007 directeur van de Hoenderloo Groep, een instelling voor jeugdzorg en onderwijs. Hij werd landelijk bekend door de oprichting in 1999 van de Glen Mills School, een 'heropvoedingsschool' voor criminele jongeren.
Naast zijn werk op het terrein van de jeugdzorg was Nieukerke onder meer voorzitter van de werkgeversvereniging voor welzijn, jeugdzorg en kinderopvang, de MOgroep, hoofdbestuurslid van MKB-Nederland en plaatsvervangend raadslid van de SER. In mei 2008 werd hij benoemd tot voorzitter van Phorza, een beroepsorganisatie voor sociale, (ortho)pedagogische en hulpverlenende functies. Phorza werd per  januari 2011 opgeheven.
Nieukerke was voorzitter van de Nederlandse Volleybalbond in de periode 2003-2015 en is na het maximum van 3 termijnen van 4 jaar afgetreden. Door een herseninfarct kon hij de laatste maanden als voorzitter niet actief vervullen. In december 2015 werd hij benoemd tot erevoorzitter. Zijn opvolger en tevens huidige voorzitter van de Nederlandse Volleybalbond is Peter Sprenger.
Nieukerke vervult en vervulde tal van bestuurlijke functies bij de VVD; hij is een politiek vriend en was vertrouweling van Rita Verdonk; hij was voorzitter van de Stichting Stem Rita Verdonk, die bij de Tweede Kamerverkiezingen 2006 campagne voor haar voerde. Nieukerke was als fondsenwerver financieel verantwoordelijk voor “Trots op Nederland", de politieke beweging van Verdonk.
Sinds 1 februari 2008 heeft Nieukerke zich echter teruggetrokken uit de beweging, omdat, zo verklaarde hij, "Plotseling moest ik mij bezig gaan houden met het binnenhalen van groot geld. Daar heb ik geen verstand van". Ook zegt hij, net als vertrokken adviseur Ed Sinke, te weinig tijd te hebben om deze taak naar behoren te kunnen vervullen.